# 細胞分裂 (Non Stop Rabbitのアルバム)
『細胞分裂』(さいぼうぶんれつ、英文表記: Cell division) は、2019年12月17日にStudio Cubic Recordsから発売された、日本のロックバンド・Non Stop Rabbitの2作目のオリジナルアルバム。

## 背景とリリース
前作のミニアルバム『自力本願』から10ヶ月ぶりとなるリリースのオリジナルアルバム。次作『爆誕 -BAKUTAN-』はメジャーレーベルであるポニーキャニオンからのリリースとなるため、インディーズレーベルからのCDリリースは本作で最後となった。
2019年12月10日にLINE MUSICのみで先行配信された他、今作は「YouTube Music」にも配信された。
本作のリリースは2019年8月27日に東京・代々木公園野外ステージで行われたフリーライブ「久しぶりに路上ライブみたいなことやりたくなったんで、代々木公園おさえました！ワンマン」で発表された。ジャケット写真と収録曲は11月6日に公開された。

## ミュージック・ビデオ
PILE DRIVER
監督：田口達也 / 製作：UNorder music entertainment 
2019年12月7日にYouTubeで公開された。
其ノ他諸々
監督：田口達也 / 製作：UNorder music entertainment 
2019年10月19日にYouTubeで公開された。
あなたに私が必要なくても
監督：田口達也 / 製作：UNorder music entertainment
元SKE48の竹内舞が出演している。2019年11月9日にYouTubeで公開された。
万事休す
監督：田口達也 / 製作：UNorder music entertainment 
山形県の海辺で夕焼けをバックにしたバンド演奏を中心に構成されている。2019年8月23日にYouTubeで公開された。

## 収録内容
| 全作詞・作曲: 田口達也、全編曲: 鈴木Daichi秀行。 |                              |          |            |      |
| #                                                | タイトル                     | 作詞     | 作曲・編曲 | 時間 |
| 1.                                               | 「PILE DRIVER」              | 田口達也 | 田口達也   | 4:05 |
| 2.                                               | 「其ノ他諸々」               | 田口達也 | 田口達也   | 4:13 |
| 3.                                               | 「排他的王道主義」           | 田口達也 | 田口達也   | 3:45 |
| 4.                                               | 「あなたに私が必要なくても」 | 田口達也 | 田口達也   | 5:28 |
| 5.                                               | 「万事休す」                 | 田口達也 | 田口達也   | 4:20 |
| 6.                                               | 「LINEのうた」               | 田口達也 | 田口達也   | 3:51 |
| 7.                                               | 「Pant Voice」               | 田口達也 | 田口達也   | 4:08 |
| 8.                                               | 「aiai」                     | 田口達也 | 田口達也   | 4:22 |
| 9.                                               | 「late bloomer」             | 田口達也 | 田口達也   | 4:46 |
| 10.                                              | 「二十五の自白」             | 田口達也 | 田口達也   | 4:36 |
| 合計時間:                                        | 合計時間:                    | 43:34    |            |      |

## 楽曲詳細
PILE DRIVER
本アルバムのリード曲で本人達いわく、1番の自信作である。
其ノ他諸々
作詞作曲を務めた田口達也はこの曲について「インターネットで交流が便利になるにつれて暴言や嫉妬を誰もが顔を隠して発信できるようになった。そんな現代に噛みつき戦う歌を作りたかった。」と語っている。
排他的王道主義
曲のタイトルは「王道でありたい人達が、王道でありたくない人たちを排除する」という意味の造語。
あなたに私が必要なくても
テレビ朝日系バラエティ番組『お願い!ランキング』の2019年12月期エンディングテーマであり、12月9日の放送から起用された。
万事休す
本アルバムにおいてaiai、LINEのうたを除き最初に制作された楽曲。2019年8月8日にZepp DiverCityで行われたワンマンライブで初披露された。
LINEのうた
現在のYouTubeチャンネル開設当初にバラエティチャンネルにて投稿された「LINEの音で曲作ってみた。」のアルバムフルバージョンである。YouTubeバージョンではLINEの着信音や効果音の音源がそのまま使われているが、アルバムに収録する際には権利的な問題から音程やアレンジなどを一部変更したものが収録されている。
Pant Voice
タイトルは、喘ぎ声の意味を持つ英語。SEXを題材とした歌で、どこが気持ち良いかつつき合ってる感じをライブに重ね、実際に演奏したら面白いだろうと思い作られた楽曲。
aiai
前作の「いけないんだ、いけないんだ」と「犬のおまわりさん」に続く3作目の童謡のロックアレンジ曲。
late bloomer
晴人はこの曲について「ライブらしい純粋な盛り上がりをする1曲」だと述べている。
二十五の自白
Non Stop Rabbitが路上ライヴを行っていた頃のことや晴人と太我が、達也をバンドに誘ったことなどNon Stop Rabbitについての思い出や思いについてを赤裸々に語った楽曲。

## タイアップ
| 年     | 楽曲                     | タイアップ                                                              |
| ------ | ------------------------ | ----------------------------------------------------------------------- |
| 2019年 | あなたに私が必要なくても | テレビ朝日系バラエティ番組『お願い!ランキング』12月度エンディングテーマ |

## クレジット
Non Stop Rabbit
矢野晴人 (Vo & Ba) / 田口達也 (Gt & Cho) / 太我 (Dr)
レコーディング
Produced & Arranged by 鈴木Daichi秀行
Recorded & Mixed & Mastered by 鈴木Daichi秀行
Recorded & Mixed & Mastered at STUDIO CUBIC
アートワーク
Illustrated : 田口達也
Design : 田口達也